# Diplock-Gletscher
Der Diplock-Gletscher ist ein schmaler, gerader und rund 16 km langer Gletscher im Grahamland auf der Antarktischen Halbinsel. Er fließt vom Detroit-Plateau in östlicher Richtung zum Prinz-Gustav-Kanal, den er  8 km südlich von Alectoria Island erreicht.
Der Falkland Islands Dependencies Survey kartierte ihn anhand eigener Vermessungen zwischen 1960 und 1961. Das UK Antarctic Place-Names Committee benannte ihn am 12. Februar 1964 nach dem britischen Erfinder Bramah Joseph Diplock (1857–1918), der zwischen 1885 und 1913 bedeutsame Beiträge zur Entwicklung von Kettenfahrzeugen leistete.